# Morvillers
Morvillers település Franciaországban, Oise megyében. Lakosainak száma 504 fő (2022. január 1.). Morvillers Grémévillers, Loueuse, Roy-Boissy, Saint-Deniscourt, Songeons és Thérines községekkel határos.

## Népesség
A település népességének változása:
| Lakosok száma | 447  | 463  | 480  | 476  | 483  | 490  | 491  | 498  | 504  |
|               | 2013 | 2015 | 2016 | 2017 | 2018 | 2019 | 2020 | 2021 | 2022 |